# 프랜차이즈 서울
IFS 프랜차이즈 창업박람회(International Franchise Show)는 1996년에 시작되어 한국프랜차이즈협회가 주최하고, 리드엑시비션스와 코엑스가 주관하는 대한민국의 박람회이다.

## 주최사
- IFS는 한국프랜차이즈협회, 리드엑시비션스, COEX 세 곳이 함께 전시를 운영한다.